# Vladislav Borovikov

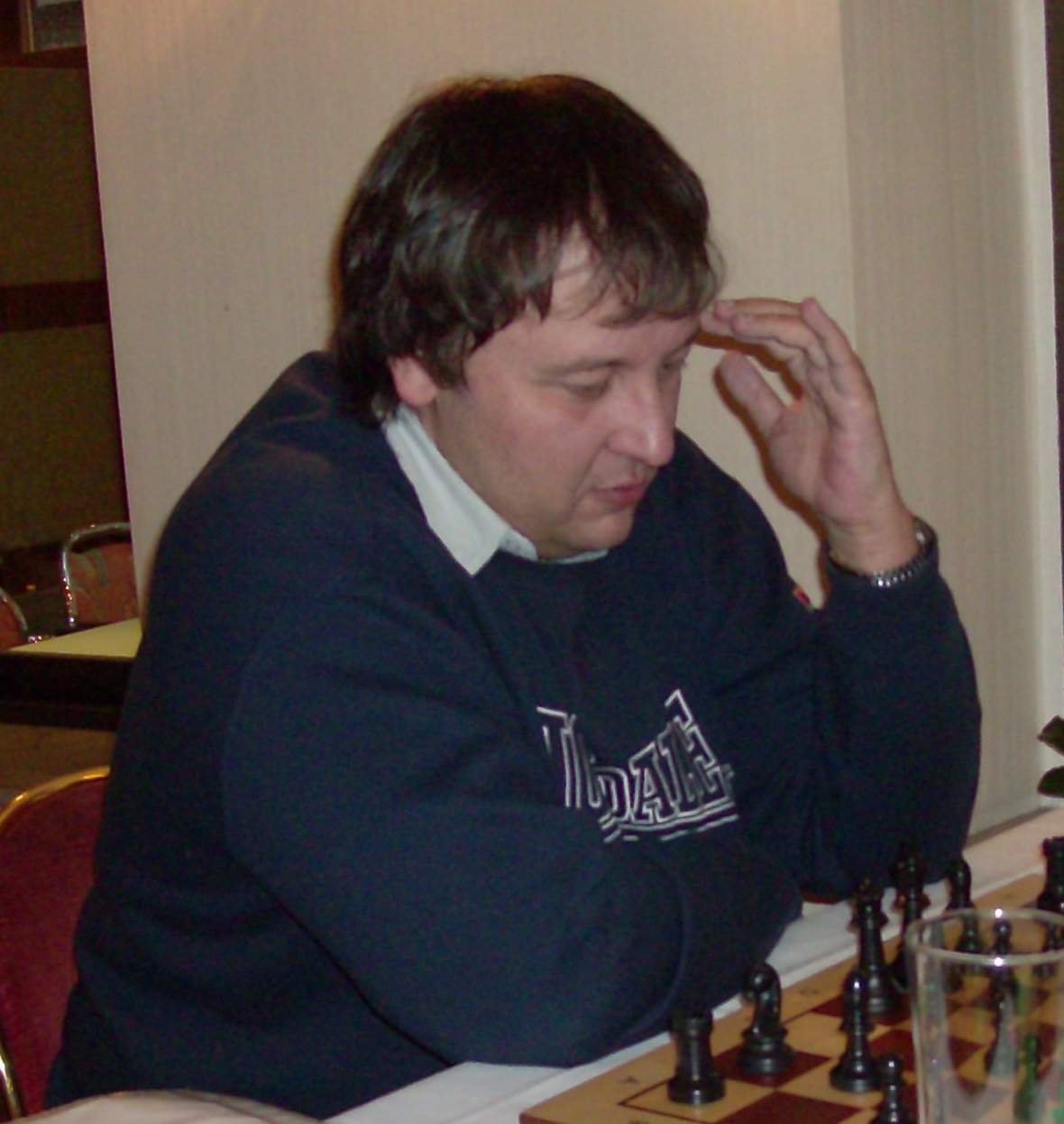
Vladislav Borovikov

Vladislav Romanovitsj Borovikov (Oekraïens: Владислав Романович Боровиков) (Dnipropetrovsk, 10 augustus 1973) is een Oekraïens schaker. Hij is sinds 2001 een grootmeester. 
- In 1992 werd hij 2e met 8 pt. uit 11 op het door de Wit-Russische schaker Aleksej Aleksandrov (in 1997 grootmeester geworden) met 9 punten gewonnen Europees schaakkampioenschap voor junioren, gehouden in Sas van Gent (Zeeland).[1]
- In 1993 won hij het Europees schaakkampioenschap voor junioren, gehouden in Vejen, Denemarken.
- Van 24 augustus t/m 2 september 2005 speelde hij mee in het knock-outtoernooi om het kampioenschap van Oekraïne dat door Aleksandr Aresjtsjenko gewonnen werd.
- Van 2 t/m 8 oktober 2005 werd in Senden het 23e Münsterland open toernooi gespeeld. Borovikov eindigde met 7½ uit 9 op de tweede plaats.